# Демойнский центр искусств
Демойнский центр искусств (англ. Des Moines Art Center) — художественный музей с коллекцией картин, скульптур, современного искусства и смешанной техники. Был основан в 1948 году в Де-Мойне, штат Айова.

## История
Центр искусств берет свое начало с 1916 года, когда Демойнская ассоциация изящных искусств (DMAF) открыла галерею в Публичной библиотеке Де-Мойна на берегу реки Де-Мойн в центре города. Проводились ежегодные выставки, и, периодически, приобретались произведения искусства для постоянной коллекции ассоциации. В 1938 году DMAF перевезла свою коллекцию в здание на Уолнат-стрит.  Проектирование постоянного здания началось в 1943 году после значительного пожертвования от траста Джеймса Д. Эдмундсона. В 1945 году DMAF был преобразован Деймойнский центр искусств. Строительство началось на участке вдоль Гранд-авеню в городском парке Гринвуд в 1945 году. Музей открылся в 1948 году. В 1968 и 1985 годах к зданию пристраивались дополнительные помещения.
В 2009 году центр искусств взял в управление Парк скульптур Паппаджона, расположенным в центре Весетрн Гейтуей Парк.

## Коллекция
Коллекция музея включает работы таких художников, как Эдвард Хоппер, Джаспер Джонс, Энди Уорхол, Анри Матисс, Клод Моне, Фрэнсис Бэкон, Джорджия О'Киф, Герхард Рихтер, Клас Олденбург, Мэри Кассат, Огюст Роден, Грант Вуд, Дебора Баттерфилд, Поль Гоген Ева Гессе, Ронни Лэндфилд, Рой Лихтенштейн, Джордж Сигал, Марк Ротко, Джон Сингер Сарджент, Джозеф Корнелл и Такаши Мураками.